# Подела Индије
Подела Индије представља стварање две државе Индије и Пакистана 15. августа 1947. када је Британија дала независност Индији. Та подела се нарочито односи на поделу Бенгала и Панџаба. Током поделе Индије 14,5 милиона људи је напустило Индију или Пакистан. Велико насиље и покољи довели су до смрти најмање 200.000 људи.
Подела је раселила између 10 и 20 милиона људи по верским линијама, стварајући огромну несрећу у новоконституисаним доминионима. Процењује се да је око 200.000–2 милиона људи умрло током миграције. То се често описује као највећа масовна људска миграција и једна од највећих избегличких криза у историји. Дошло је до насиља великих размера, при чему су процене губитака живота које су пратиле или претходиле подели оспорене и варирале су између неколико стотина хиљада и два милиона. Насилна природа поделе створила је атмосферу непријатељства и сумњи између Индије и Пакистана који утичу на њихов однос до данас.

## Пакистан и Индија
Два доминиона унутар Британског Комонвелта настали су 15. августа 1947. Церемонија преноса власти одржана је дан раније у Карачију, да би последњи британски вицекраљ Луис Маунтбатен могао да присуствује и на церемонији у Карачију и на церемонији у Делхију. Због тога Пакистан слави дан независности 14. августа, а Индија 15. августа.

## Позадина поделе

### Узроци поделе
Много пре стицања независности посејано је семе поделе. То семе поделе посејано је током борбе за превласт различитих струја индијског националистичког покрета, а посебно Индијског националног конгреса. Муслимани су се почели осећати угрожени хинду већином. Хиндуси су с друге стране сматрали да њихово водство превише попушта мањинским муслиманским захтевима. 
Свеиндијска муслиманска лига формирана је 1906. у Даки. Формирали су је муслиманске вође, које нису веровале Индијском Националном конгресу, који је био секуларан покрет, али са хиндуском већином. Међу првима који су захтевали посебу државу за муслимане био је књижевник и филозоф Алама Икбал, који је 1930. на састанку Свеиндијске муслиманске лиге рекао да је је посебна држава нужност. Скупштина у Синду је 1935. је донела резолуцију којоом је захтевала посебну државу.
Главни муслимански вођа Мухамед Али Џина је радио на хиндуско-муслиманском јединству, али Икбар и остали су почели да га наговарају и уверавају да је муслиманска држава нужност. Тако је Мухамед Али Џина 1940. у Лахору јасно стао на позицију да је нужно формирање две државе и отада Свеиндијска муслиманска лига и Џинах не одступају од те позиције.
Чланови Конгресне партије су се супротстављали подели Индије по религиозном начелу. Махатма Ганди је веровао да хиндуси и муслимани треба да живе у пријатељству. Годинама су Ганди и његове присталице настојале задржати муслимане у Конгресној партији, при томе навлачећи гнев и хиндуских и муслиманских екстремиста. Муслимани почињу велики излазак из Конгресне партије 1930-их. Гандија је убио хиндуски екстремиста Натурам Годс, који је веровао да Ганди умирује муслимане на рачун хиндуса.
Политичари и вође обе стране почели су сумњати и бојати се друге стране. До кулминације долази августа 1946. у Калкути током побуне током дана директне акције од муслиманске лиге. Тада је убијено 5.000 људи. Тада је дошло до нереда у целој северној Индији и Бенгалу, а порастао је притисак да се тражи политичка деоба територија, као начин да се избегне грађански рат. Све до 1946. Муслиманска лига је имала растегљив појам што би била њихова држава Пакистан. Тај појам се кретао од потпуно независног Пакистана до Пакистана као дела конфедералне Индије.

### Стање пре поделе
Британска колонијална управа није директно владала целом Индијом. Постојали су различити аранжмани, од тога да су провинције директно владале до тога да су разне принчевске државе биле под различитим уговорима са Британцима.

## Процес поделе
Границу Индије и Пакистана одредио је Сирил Радклиф, који је написао извештај познат као Радклифов извештај. Пакистан је настао као држава из два дела: Западног Пакистана (данашњи Пакистан) и Источног Пакистана (данашњи Бангладеш). Пакистан је настао од делова територија, где су муслимани били већина, а Индија од делова територија са хиндуском већином. Британски Парламент је 18. јула 1947. донео Акт о независности Индије. У Индији је било 565 принчевских држава, које су добиле право да одлуче да ли ће бити у саставу Индије или Пакистана. Проблеми су настали у државама, које се нису одлучиле ни за једну државу или где су се принчеви одлучили за државу супротно од већинске религије унутар њихове државе. Проблеми су настали у Џунагаду, Хајдерабаду и посебно Кашмиру.

### Контроверзна мишљења о процесу поделе
Процес поделе је изузетно контроверзан процес. Поједини оптужују британског вицекраља Монтбатена да је пожурио са поделом и да је имао удела и у Радклифовом извештају. Неки критичари оптужују Британце због каснијих суровости током поделе. Није се претпостављало да ће доћи до великих сеоба становништва. План је позивао да се осигурају мањинска права свих који се нађу на другој страни границе. Међутим ред и мир су били потпуно нарушени, а хиљаде, а можда чак и милион људи је погинуло током поделе. Био је то највећи помак становништва у историји.
Други сматрају да су Британци морали да брзо изведу поделу, јер је долазило до избијања нереда пре поделе. Сматрају да је претио грађански рат, а Британци су одржавали ред полицијским часом, што није било довољно да се зауставе нереди. Сматрају да би одлагање поделе Индије довело до још жешћег грађанског рата са милионима мртвих. 

### Размене становништва
Велика размена становништва је уследила одмах након поделе. Око 14,5 милиона људи је прешло на другу страну границе. Из пописа становништва из 1951. види се да је 7,2 милиона муслимана прешло у Пакистан, а 7,2 милиона Хиндуса и Сика прешло у Индију. Око 11, 2 милиона становника или 78% је размењено на западу. Највећа размена је била у Пенџабу, где је 5,3 милиона муслимана отишло у Пакистан, а 3,4 милиона Хиндуса и Сика отишло у Индију. На истоку је 3,5 милиона хиндуса напустило Источни Пакистан, а 0,7 милиона муслимана је дошло у Источни Пакистан.
Велико насиље и покољи дешавали су се на обе стране границе, а новоформиране владе Индије и Пакистана нису биле спремне да се брину о толиком броју избеглица. Постоје различите процене о броју мртвих током тога процеса, а крећу се од 200.000 до 1.000.000 мртвих.

## Избеглице у Индији и Пакистану
Многи сики и хиндуси из Пенџаба населили су се у индијском делу Пенџаба и Делхија. Хиндуси из Синда су се распоредили по готово свим државама Индије, али највећи број у Гуџарату и Махараштри. Хиндуси из Синда су много допринели индустријализацији Индије. Хиндуси из Бенгала населили су се у многим деловима источне Индије, а највише у Западном Бенгалу, Асаму и Трипури. Мноштво муслимана из Пенџаба је дошло у Пакистан и њима је било много лакше него избеглицама из осталих подручја, који су се суочавали са проблемима културне и језичне асимилације.
Избеглице су почеле играти активну улогу у индијском друштву. Садашњи (2006) индијски оредседник владе Манмохан Синг је Сик из пакистанског дела Пенџаба. Два бивша председника владе Индије Гулзарилал Нанда и Индер Кумар Гуџарал рођени су у породицама које су избегле из пакистанског дела Пенџаба. Бивши председник Пакистана Первез Мушараф је рођен у Индији. Генерал Зиа Ул Хак такође је рођен у индијском делу Пенџаба.

## Последице
Насиље између хиндуса и муслимана није завршило са поделом. Створен је велики јаз између две нове државе. Пакистан и даље сматра територију Кашмира отетом од стране Индије. Стотине хиљада хиндуса је побијено 1971. у Бангладешу. У Индији се с времена на време понављају напади и покољи муслимана. Индија и Пакистан су ратовали неколико пута
- 1947 — Индијско-пакистански рат 1947.
- 1965.
- 1971 — Индијско-пакистански рат 1971.
- 1999.

Рат због Кашмира је одмах избио након независност Индије. Кашмирски махараџа је желио да му држава буде независна, али већина становништва су били муслимани, па је дошло до инвазије племена из Пакистана, што је довело до рата око Кашмира.
Индија и Пакистан су укључени у међусобну трку у наоружању, која се претворила у нуклеарну трку у наоружању.